# Dongcheng (socken i Kina, Shandong, lat 37,44, long 118,66)
Dongcheng (kinesiska: 东城街道, 东城) är en socken i Kina. Den ligger i provinsen Shandong, i den östra delen av landet, omkring 170 kilometer nordost om provinshuvudstaden Jinan.
Genomsnittlig årsnederbörd är 671 millimeter. Den regnigaste månaden är juli, med i genomsnitt 255 mm nederbörd, och den torraste är januari, med 7 mm nederbörd.